# جیجان کوه
جیجان کوه، روستایی از توابع بخش مرکزی شهرستان تویسرکان در استان همدان ایران است.

## مردم
مردم این روستا از قوم لک و لر هستند و به زبان لکی و لری سخن می گفتند.البته امروزه به گویشی از زبان لری با لهجه ی لکی تکلم می‌کنند.مردم این روستا از چهار طایفه تشکیل شده اندکه یکی از آن ها طایفه احمدوند هستند که از کردستان عراق و ترکیه به این مکان مهاجرت کرده اند.طایفه ای دیگر طایفه ای به نام پیری هست که همگی از فرزندان شخصی به نام پیری یا پیران هستند که از یکی از نواحی کرمانشاه به این مکان مهاجرت کرده اند و لر یا لک تبار هستند.دو طایفه ی دیگر نیز در این روستا زندگی می‌کنند.

## صنعت
این روستا جزو معدود روستاهایی است که بیکار ندارد.اهالی این روستا در کنار کشاورزی و دامداری به صنعت چوب و مبلمان مشغول هستند.این روستا دارای کارگاه های تولید مبل بسیاری است.

## جمعیت
این روستا در دهستان سیدشهاب قرار دارد و براساس سرشماری مرکز آمار ایران در سال ۱۳۹۵، جمعیت آن ۱۳۶۵ نفر (۴۲۱ خانوار) بوده‌است.